# Astropecten exilis
Astropecten exilis är en sjöstjärneart som beskrevs av Ole Theodor Jensen Mortensen 1933. Astropecten exilis ingår i släktet Astropecten och familjen kamsjöstjärnor. Inga underarter finns listade i Catalogue of Life.